# Zvonimir Devidé
Zvonimir Devidé (Lenart, 6. kolovoza 1921. – Zagreb, 10. rujna 2011.) bio je hrvatski botaničar i citolog.

## Životopis
Završio je gimnaziju u Mariboru 1939. godine. Prirodne je znanosti studirao na filozofskim fakultetima u Zagrebu i Beču. Godine 1954. postiže doktorat temom „Stanica bezbojnih sumpornih bakterija”. Radio je u Botaničkom zavodu Prirodoslovno-matematičkog fakulteta u Zagrebu. Godidne 1973. izabran je za izvanrednog člana JAZU-a. Umirovio se 1986. godine.

## Počasti
- Nagrada »Ruđer Bošković« za znanstvenu djelatnost (1976.)[1]
- Nagradu za životno djelo (1988.)[1]
- Srebrni violski ključ Međunarodnog violsko društva iz Salzburga (1984.)[1]

### Članci
- Grlić, Ljubiša. 1993. Devidé, Zvonimir. Hrvatski biografski leksikon. Zagreb.  journal zahtijeva |journal= (pomoć)